# Fannia nigra
Fannia nigra is een vliegensoort uit de familie van de Fanniidae. De wetenschappelijke naam van de soort is voor het eerst geldig gepubliceerd in 1910 door Malloch.